# Austin A40 Farina

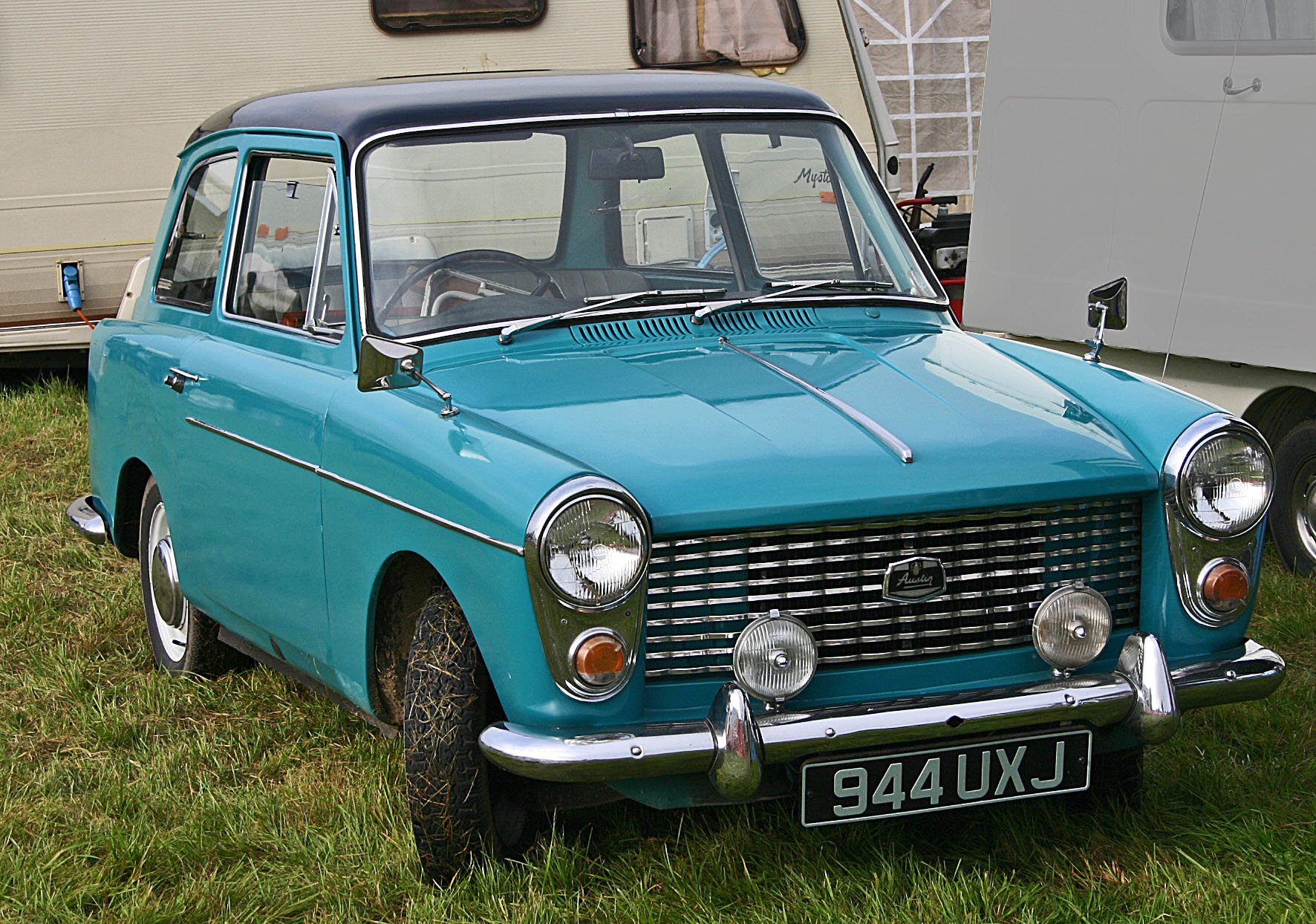
Austin A40 Farina MkI

De Austin A40 Farina, in sommige landen ook Austin A40 Futura genaamd, was een personenauto die van 1958 tot 1967 werd geproduceerd door de Britse autofabrikant Austin.

## Geschiedenis
In de herfst van 1958 werd de Austin A35 vervangen door de nieuwe A40 Farina. De techniek, inclusief de hydromechanische remmen, werd rechtstreeks van de voorganger overgenomen maar de carrosserie was geheel nieuw. Het was het eerste resultaat van de samenwerking tussen BMC en Pininfarina. Ondanks de stationwagenachtige vorm had de auto slechts een kleine kofferklep die naar beneden opende zoals bij de Mini. De rugleuning van de achterbank kon echter worden neergeklapt om de bagageruimte te vergroten. Een jaar na de introductie werd de stationwagenversie Countryman toegevoegd, met een opklapbare achterruit zodat een tweedelige achterklep ontstond.
In de herfst van 1961 verscheen de verbeterde Mk II-versie. De belangrijkste wijziging was de verlengde wielbasis waardoor de binnenruimte voor de achterpassagiers verbeterde. Daarnaast kreeg de auto een sterkere motor en volledig hydraulische remmen.
Een jaar later werd de grotere motor uit de Austin 1100 geïntroduceerd. De auto werd vervolgens zonder grote wijzigingen geproduceerd tot november 1967.
Buiten het Verenigd Koninkrijk werden van 1960 tot 1967 67.706 A40's onder licentie geproduceerd door de Italiaanse fabrikant Innocenti in Milaan. De A40 Farina werd ook enige tijd geassembleerd bij Molenaar's Nederlandse Autofabrieken (Nijverheidsweg 61) te Amersfoort.

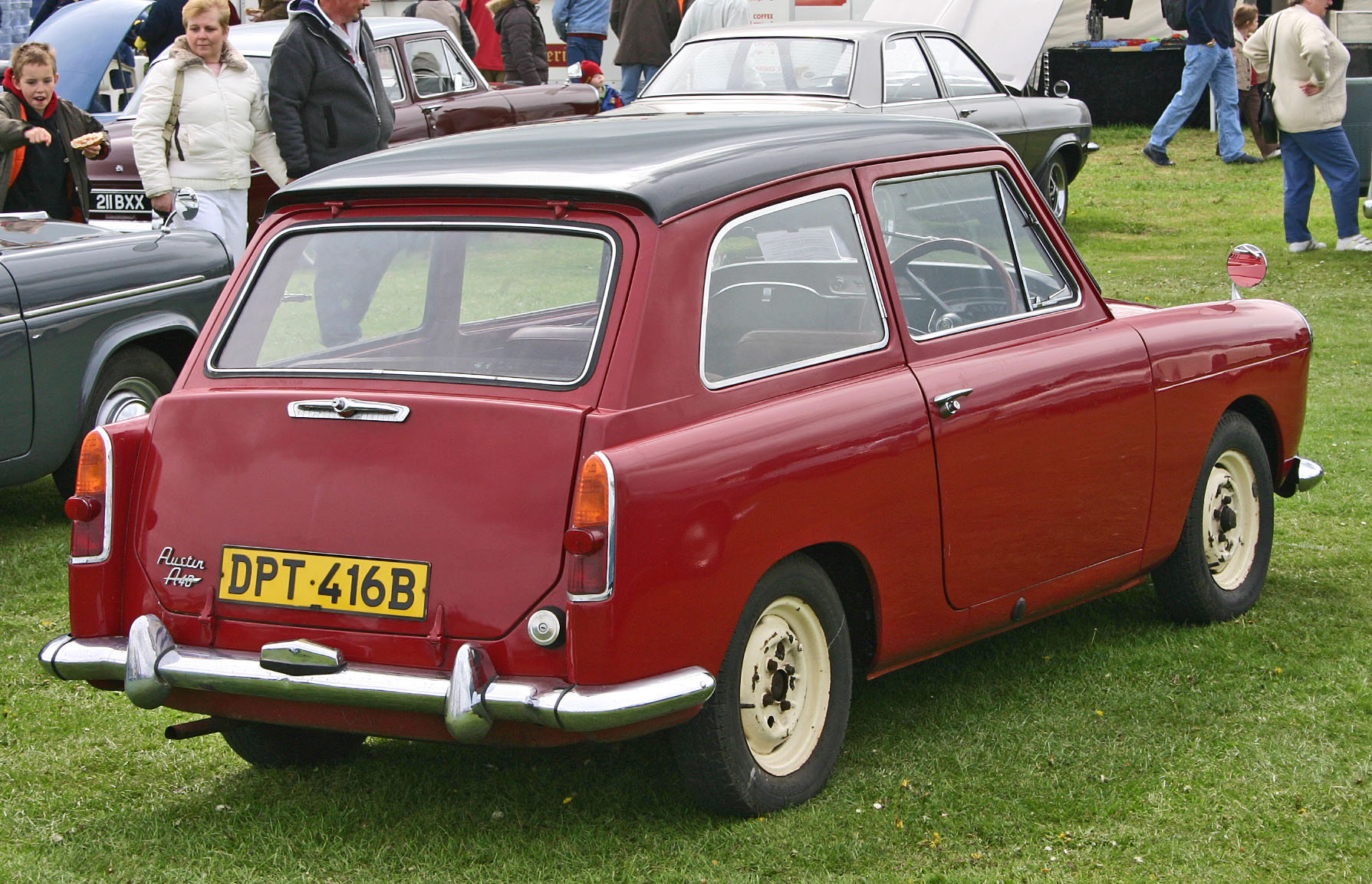
Austin A40 Farina Mark II Countryman
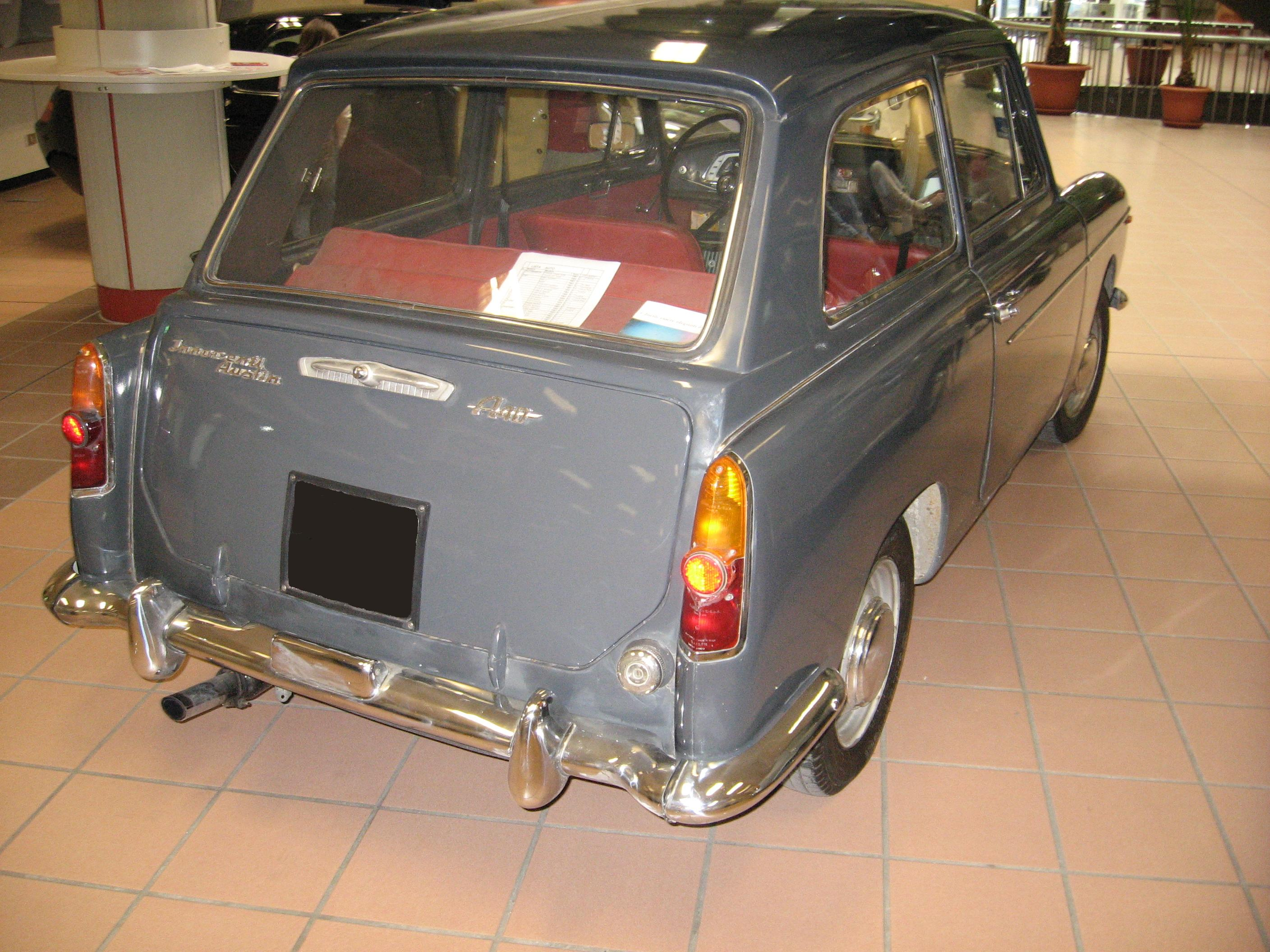
Innocenti A40
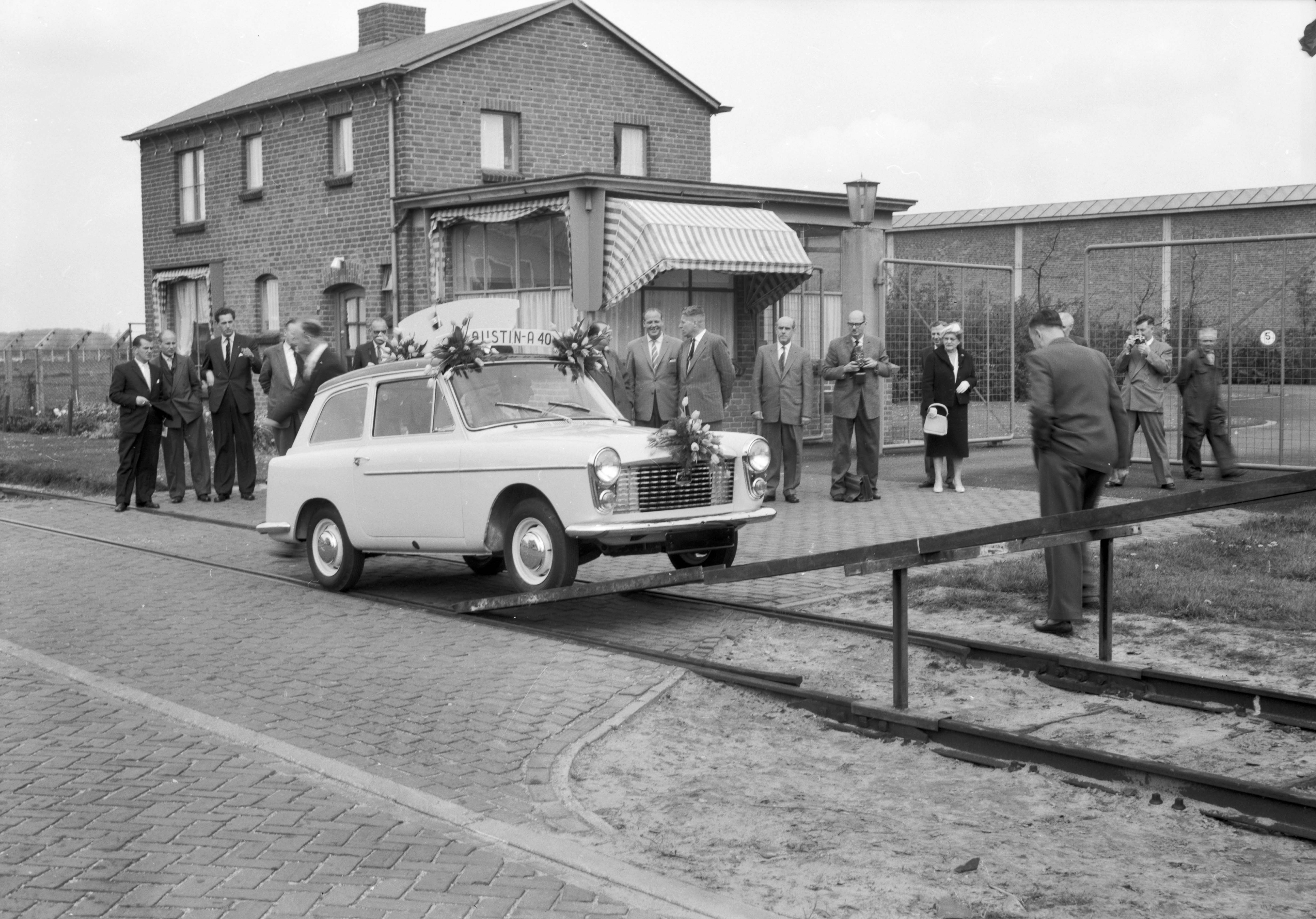
Eén van de eerste bij Molenaars Automobielfabrieken in Nederland geassembleerde Austin A40's tijdens het gereedmaken voor transport van de auto's per trein.